# ريتشارد م. بيسيل جونيور
ريتشارد ميرفين بيسيل جونيور (بالإنجليزية: Richard M. Bissell, Jr.)‏ (18 سبتمبر 1909- 7 فبراير 1994) ضابط بوكالة الاستخبارات المركزية مسؤول عن مشاريع رئيسية مثل طائرة التجسس يو- 2 وغزو خليج الخنازير.

## النشأة
ريتشارد ميرفين بيسيل جونيور نجل ريتشارد بيسيل، رئيس شركة هارتفورد للتأمين ضد الحريق. ولد في منزل مارك توين في هارتفورد في كونيتيكت، وذهب إلى مدرسة جروتون في جروتون، ماساتشوستس. من زملائه التلاميذ جوزيف السوب وتريسي بارنز. درس التاريخ في جامعة ييل، ورفض العضوية في الجمجمة والعظام وتخرج في عام 1932، ثم درس في كلية لندن للاقتصاد. عاد إلى ييل حيث حصل على الدكتوراه. حضر شقيقه وليام إلى ييل وأصبح عضواً في الجمجمة والعظام.

## مشروع مارشال
في يوليو 1947، عُين بيسيل من قبل وليام أفريل هاريمان لإدارة لجنة للضغط من أجل خطة الانتعاش الاقتصادي لأوروبا. في العام التالي عُين مديراً لمشروع مارشال في ألمانيا وأصبح أخيراً رئيساً لإدارة التعاون الاقتصادي. عمل بيسيل مع مكتب تنسيق السياسات في تحويل الأرصدة المقابلة لإدارة التعاون الاقتصادي إلى عمليات مكتب تنسيق السياسات في أوروبا.

## مجموعة جورج تاون
انتقل بيسيل إلى واشنطن العاصمة حيث انضم إلى مجموعة من الصحفيين والسياسيين والمسؤولين الحكوميين الذين أصبحوا معروفين باسم مجموعة جورج تاون.
تشكلت المجموعة في الأصل في 1945-1948 من قبل مكتب الخدمات الاستراتيجية للمحاربين القدامى من الحرب العالمية الثانية، ووسع التجمع عضويته غير الرسمية حول قسم جورج تاون بواشنطن العاصمة. كبرت المجموعة لتشمل بن برادلي وفرانك ويسنر أحد المؤسسين الستة وجورج كينان ودين أتشيسون وديزموند فيتزجيرالد وجوزيف السوب وستيوارت السوب أحد المؤسسين الستة وتريسي بارنز وتوماس بريدن الذي كان مؤسساً وفيليب غراهام الذي كان مؤسساً وديفيد ك. إي. بروس الذي كان مؤسساً وجيمس ترويت وكلارك كليفورد ووالت روستو الذي كان مؤسساً ويوجين روستو وتشارلز «تشيب» بوهلين وكورد ماير وجيمس جيمس انجليتون وويليام افريل هاريمان وجون ماكلوي وفيليكس فرانكفورتر وجون شيرمان كوبر وجيمس ريستون وألن ويلش دالاس وبول نيتز.
رافقت العديد من الزوجات أزواجهن في هذه التجمعات. من بين أعضاء ما أطلِق عليه فيما بعد نادي جورج تاون النسائي الاجتماعي كاثرين ماير جراهام وماري بينشوت ماير وأنطوانيت بينشوت وآن ترويت وسالي ريستون وبولي ويسنر وجوان برادن ولورين كوبر وإيفانجلين بروس وأفيس بوهلين وجانيت بارنز وسينثيا هيلمز وماريتا فيتزجيرالد وفيليس نيتزي وآني بيسيل.

## العمل مع وكالة المخابرات المركزية
عمل بيسيل في مؤسسة فورد لفترة من الوقت، لكن فرانك ويسنر أقنعه بالانضمام إلى وكالة الاستخبارات المركزية.

### يو-2 «طائرة التجسس»
في عام 1954 كُلّف بمهمة تطوير وتشغيل «طائرة التجسس» لوكهيد يو-2. اختار بيسيل وهربرت ميلر ضابط آخر بوكالة الاستخبارات المركزية، المنطقة 51 في عام 1955 كموقع لمنشأة اختبار يو-2، وأشرف بيسيل على منشأة الاختبار وبناءها حتى استقال من وكالة المخابرات المركزية. حققت طائرة التجسس يو-2 نجاحاً كبيراً وفي غضون عامين تمكّن بيسيل من القول إن 90% من جميع المعلومات الاستخباراتية القوية حول الاتحاد السوفيتي الداخلة إلى وكالة الاستخبارات المركزية «حُوِّلت من خلال عدسات كاميرات يو-2 الجوية». أقنعت هذه المعلومات الرئيس دوايت ديفيد أيزنهاور بأن نيكيتا خروتشوف كذب بشأن عدد القاذفات والقذائف التي بناها الاتحاد السوفيتي.
في عام 1956 بعد أن احتج الاتحاد السوفيتي على الطلعات الجوية الأولى لـ (يو-2)، بدأ بيسيل مشروع رينبو لتطوير التمويه بالرادار للطائرة. عندما لم ينجح هذا، بدأ غوستو بتطوير طائرة استطلاع. تطور هذا إلى مشروع اوكسكارت، والذي بموجبه طوَّرت وكالة المخابرات المركزية الأمريكية وشغّلت لوكهيد إيه-12.

### نائب مدير وكالة الاستخبارات المركزية للخطط
بعد أن عانى فرانك ويزنر من انهيار عقلي في سبتمبر 1958، حل محله بيسيل في منصب نائب مدير الخطط في وكالة المخابرات المركزية.  تولى بيسيل هذا المنصب رسمياً في 1 يناير 1959. بقي ريتشارد هيلمز في منصب نائب بيسيل. وذكرت التقارير أن مديرية الخطط سيطرت على أكثر من نصف ميزانية وكالة الاستخبارات المركزية وكانت مسؤولة عن العمليات السرية. (أشرف نائب مدير الخطط على خطط إسقاط جاكوبو آربنز جوزمان وباتريس لومومبا ورافائيل ليونيداس تروخيو ونغو دينه ديم وغيرهم. كان هدف بيسيل الرئيسي فيدل كاسترو.)

## خطط وكالة الاستخبارات الأميركية لإسقاط كاسترو

### علاقات المافيا
في مارس 1960 وافق الرئيس أيزنهاور على خطة لوكالة المخابرات المركزية الأمريكية لإسقاط كاسترو. (انظر العملية 40). نُظمت الاستراتيجية من قبل بيسيل. طُلِب إلى سيدني غوتليب من قسم الخدمات التقنية بوكالة الاستخبارات المركزية أن يتوصل إلى مقترحات من شأنها تقويض شعبية كاسترو لدى الشعب الكوبي. (أدار جوتليب أيضاً مشروع إم كي ألترا من 1953- 1964). رُفضت هذه المخططات وبدلاً من ذلك قرر بيسيل ترتيب اغتيال كاسترو.
في سبتمبر 1960 بدأ بيسيل وألين ويلش دالاس، مدير وكالة الاستخبارات المركزية، محادثات مع شخصيات بارزة في المافيا، جوني روزيلي وسام جيانكانا. لاحقاً انخرط زعماء الجريمة الآخرين مثل كارلوس مارسيلو وسانتو ترافيكانتي جونيور وماير لانسكي في هذه المؤامرة الأولى ضد كاسترو. أديرت الاستراتيجية من قبل شيفيلد إدواردز، أُمِر روبرت ماهي وهو من قدامى المحاربين في أنشطة مكافحة التجسس لدى وكالة الاستخبارات الأمريكية، بعرض 150 ألف دولار على المافيا لقتل فيديل كاسترو. ميزة استخدام المافيا في هذا العمل هي أنها وفرت لوكالة الاستخبارات الأمريكية قصة تغطية موثوقة. كان من المعروف أن المافيا غاضبة من كاسترو لإغلاقه بيوت الدعارة المربحة والكازينوهات في كوبا. إذا قُتل القتلة أو أُسروا، فإن وسائل الإعلام ستقبل أن المافيا تعمل بمفردها. لعبت المافيا من أجل الحصول على الحماية من مكتب التحقيقات الفيدرالي.

### خطط غزو خليج الخنازير
في مارس 1960 صيغت ورقة سياسة سرية للغاية بعنوان: «برنامج عمل سري ضد نظام كاسترو» (الاسم الرمزي جي إم إيه آر سي)، «لإحداث استبدال نظام كاسترو بواحد أكثر... قبولاً من قبل الولايات المتحدة بطريقة تتجنب أي ظهور للتدخل الأمريكي». اعتمدت هذه الورقة على العملية (ب ب سكسيس)، وهي السياسة التي عملت بشكل جيد في غواتيمالا في عام 1954. في الواقع جمع بيسيل نفس الفريق المستخدم في غواتيمالا: تريسي بارنز وديفيد أتلي فيليبس وجاكوب إستيرلاين وويليام «ريب» روبرتسون وإي هاوارد هانت وجيري دراولر (المعروف أيضاً باسم فرانك بندر). أضاف إلى الفريق جاك هوكينز (العقيد) وديزموند فيتزجيرالد وويليام هارفي وتيد شاكلي.
حصل الرئيس المنتخب جون إف. كينيدي على نسخة من اقتراح جي إم إيه آر سي المقدم من بيسيل وألين ويلش دالاس في بالم بيتش، فلوريدا في 18 نوفمبر 1960. وفقاً لبيسل، بقي كينيدي هادئاً طوال الاجتماع. أعرب عن دهشته فقط عن حجم العملية.
في مارس 1961 طلب جون إف. كينيدي من هيئة الأركان المشتركة تدقيق مشروع جي إم إيه آر سي. نتيجة «للإنكار المعقول»، لم يُعطوا تفاصيل عن مؤامرة قتل كاسترو. أفادت هيئة الأركان المشتركة أنه إذا أُعطي الغزاة أربعة أيام من الغطاء الجوي، وإذا انضم شعب ترينيداد في كوبا إلى التمرد وإذا تمكنوا من الانضمام إلى حرب العصابات في جبال إسكامبري، فالتقدير الإجمالي للنجاح 30%. لذلك لم يتمكنوا من التوصية بأن يوافق كينيدي على مشروع جي إم إيه آر سي.
رفض كينيدي  في اجتماع عقد في 11 مارس 1961 مخطط بيسيل المقترح. أخبره أن يبتعد ويصيغ خطة جديدة. طلب أن يكون «أقل إثارة» ومع موقع هبوط بعيد أكثر من ترينيداد. يبدو أن كينيدي أساء فهم التقرير الصادر عن هيئة الأركان المشتركة تماماً.
أعاد بيسيل تقديم خطته. بناءً على ما طُلِب منه، لم يعد الهبوط في ترينيداد. بدلاً من ذلك اختار باهيا دي كوشينوس (خليج الخنازير)، يبعد 80 ميلاً من جبال إسكامبري. ما هو أكثر من ذلك، فإن هذه الرحلة إلى الجبال تمر عبر مستنقع لا يمكن اختراقه. وأوضح بيسيل لكينيدي أن هذا يعني أن خيار تراجع حرب العصابات أزيل من العملية.
ودوَّن ألين ويلش دالاس في ذلك الوقت: «شعرنا أنه عندما نكون في موقف صعب وخطير، عندما تنشأ الأزمة في الواقع، سيُوافقون على أي إجراء مطلوب للنجاح بدلاً من التصريح بفشل المشروع». بمعنى آخر، علِم أن الغزو الأولي سيكون كارثة، لكنه اعتقد أن كينيدي سيأمر بغزو واسع النطاق عندما يدرك أن هذا هو الواقع. وفقاً لإيفان توماس (أفضل الرجال): «تعتقد بعض الأيدي القديمة بوكالة الاستخبارات المركزية أن بيسيل ينصب فخاً لإجبار الولايات المتحدة على التدخل». يعتقد إدغار أبلوايت، نائب المفتش العام السابق، أن بيسيل ودالاس «يبنيان طفلاً رضيعاً». لم يكن جيك إستيرلاين سعيداً بهذه التطورات وفي 8 أبريل حاول الاستقالة من وكالة المخابرات المركزية، أقنعه بيسيل بالبقاء.
التقى بيسيل مع روبرت إف. كينيدي في 10 أبريل 1961. أخبر كينيدي أن الخطة الجديدة لها فرصتين من أصل ثلاثة فرص للنجاح. وأضاف بيسيل أنه حتى إذا فشل المشروع، فإن قوة الغزو يمكن أن تنضم إلى حرب العصابات في جبال إسكامبري. اقتنع كينيدي بهذا المخطط ومارس ضغطاً على أشخاص مثل تشيستر بولز وتيودور سورنسن وآرثر شليسينجر الذين حثوا جون ف. كينيدي للتخلي عن المشروع.
في 14 أبريل سأل كينيدي بيسيل عن عدد الغزاة الذين سيستخدمون دوغلاس بي 26. أجاب ستة عشر. أمره كينيدي باستخدام ثمانية فقط. عرف بيسيل أن الغزو لا يمكن أن ينجح دون غطاء جوي مناسب. لكنه قبِل هذا القرار بناءً على فكرة أنه سيغير رأيه لاحقاً «عندما يكون الموقف صعباً وخطيراً».